# María Daniela y su Sonido Lasser (álbum)
María Daniela y su Sonido Lasser es el álbum debut homónimo de la banda de música electrónica María Daniela y su Sonido Lasser, lanzado en el año 2005 por la disquera Nuevos Ricos.
El disco contiene temas como Miedo (basada en un sample de una electrocumbia de Sonido Lasser Drakar), Fiesta de cumpleaños, El tuviera no existe, un cover de la cantante Daniela Romo Mentiras.
Al año siguiente el disco fue reeditado con dos temas más, Chicle de menta  y Carita de ángel, y el tema del reality show El bar provoca.

## Lista de canciones

### Edición 2005
1. A bailar
2. Fiesta de cumpleaños
3. Mi primera vez
4. Beam Laden
5. Mentiras
6. Miedo
7. Abismo
8. Yo no soy así
9. El tuviera no existe
10. A media noche

### Reedición 2006
1. A bailar
2. Fiesta de cumpleaños
3. Mi primera vez
4. Beam Laden
5. Mentiras
6. Abismo
7. Yo no soy así
8. El tuviera no existe
9. A media noche
10. Miedo
11. Chicle de menta
12. Carita de ángel
13. Miedo (Remix)